# Campaniai vulkáni ív
A campaniai vulkáni ív a dél-olaszországi Campania régióban lévő aktív és alvó vulkánok gyűjtőneve. A Nápolyi-öböl körül húzódik, legjelentősebb tagjai a következők:
- Vezúv: utoljára 1944-ben tört ki
- Campi Flegrei: egy ősi szuperkaldera maradványa Nápolytól északra, a Pozzuoli-öböl körül, melynek része a Solfatara és Astroni kráterek, illetve a Monte Nuovo vulkáni kúp
- Epomeo: Ischia legmagasabb hegytömbje, mely a sziget vulkanizmusának következtében emelkedett ki
- Palinuro, Vavilev, Marsili, Magnaghi: tengerfenéki vulkánok

A campaniai vulkáni ív része az Olaszország nyugati partjai mentén húzódó kiterjedtebb vulkáni övnek, melyhez Stromboli, Ustica, Vulcano és az Etna is tartozik.